# 林静
林 静（はやし しずか、1910年2月20日 - 1998年2月18日 ）は、日本の経営者。新キャタピラー三菱社長を務めた。

## 来歴・人物
宮崎県出身。1932年に東京帝国大学工学部機械工学科を卒業し、同年に三菱造船に入社した。1965年に三菱重工業取締役に就任し、1967年9月に常務、1973年5月に副社長を経て、1975年2月に新キャタピラー三菱社長に就任し、1979年6月までに務めた。
1975年4月に藍綬褒章を受章し、1980年10月に勲二等瑞宝章を受章。
1998年2月18日、老衰のために死去。87歳没。